# Szent István-barlang
A Szent István-barlang, vagy röviden István-barlang Magyarország idegenforgalmi célokra kiépített egyik barlangja. A Bükki Nemzeti Parkban lévő Lillafüreden található. Magyarország fokozottan védett barlangjai közül az egyik. 1991-ben gyógybarlanggá lett nyilvánítva.

## Leírás
A Bükki Nemzeti Parkban, a Szinva völgyében, az Eger felé vezető műút mellett, 331 méter tengerszint feletti magasságban nyílik. A barlang felső triász, anisusi mészkőben alakult ki. A legmélyebb része a Pokol. A megnyitott szakaszon érdekes képződmény a Mamutfogsor, cseppkövesebb barlangszakasz a Meseország, az Oszlopok csarnoka és a Színházterem. A barlang belső részei vízelvezető járatokkal is kapcsolatban vannak, mert 1958-ban és 1974-ben feltört benne a víz, és a barlangot elöntve, a bejáraton kizúdult az útra. A Létrás-tető–István-lápa alatt húzódó, nagy barlangrendszer utolsó tagja. Az időszakosan aktív forrásbarlang cseppkődíszes főágához kisebb oldaljáratok, emeleti szakaszok csatlakoznak. A mélypontján a további szakaszok feltárását állandó vízfolyás akadályozza.
A világítás hatására a barlang sajnos mohásodni kezdett, ezt korszerűbb világítás bevezetésével igyekeznek megállítani.
Mivel az István-barlang hűvös levegője nagyon tiszta, teljesen pollenmentes, és közel 100%-os páratartalmú, egy részéből 1988-ban gyógybarlangot alakítottak ki a légúti megbetegedésben szenvedőknek, a Fekete-teremben. A Bükki Nemzeti Park Igazgatóság engedélyével látogathatók az idegenforgalom számára nem megnyitott szakaszai.
I. István magyar király nevéről lett elnevezve a barlang. 1932-ben volt először Szent István-barlangnak nevezve a barlang az irodalmában. Előfordul a Szent István-barlang az irodalmában István-barlang (Balázs 1961), István Cave (Kordos 1977), István cseppkőbarlang (Lénárt 1979), István-karsztbarlang, Istvánoldali 1. barlang, Kutya-barlang (Bertalan 1976), Kutyalyuk 1., Szent István barlang (Polgárdy 1941), Szt. István-barlang (Hevesi 2002), Szt. István barlang (Kessler 1942) és Vödörlapító-barlang neveken is.

## Kutatástörténet
A barlangot 1913-ban fedezték fel, a hagyomány szerint úgy, hogy egy kutya beleesett az egyetlen természetes bejáratán át, ami egy 15 méter mély üreg volt, és a vonyítása nyomán találtak rá a barlangra. Első bejárója Kadić Ottokár volt, aki 1913-ban tekintette meg a barlangot. A barlang kiépítését 1927-ben kezdték meg Révay Ferenc irányításával. Kialakítottak egy turisták számára is járható bejáratot és bevezették a világítást. 1931-ben a barlang megnyílt a látogatók számára. Az 1932-ben napvilágot látott, Természetvédelem és a természeti emlékek című könyvben meg van ismételve a könyv 1931. évi kiadásának Szent István-barlangot tárgyaló része.
Az 1932-ben kiadott, Az Aggteleki cseppkőbarlang és környéke című könyvben, a Bükk hegység barlangjairól szóló részben szó van arról, hogy Lillafüreden, a Lilla-szálló és a Palotaszálló között található kálváriakápolna alatt, közvetlenül az autóút mellett helyezkedik el a Szent István-barlang bejárata. A kb. 300 m hosszú barlang a Bükk hegység leghosszabb kiépített barlangja. 3 hatalmas csarnok, 1 nagy hasadék, 3 terem, 2 kürtő, 1 zsomboly, valamint az ezeket összekapcsoló 3 természetes folyosó és 3 mesterséges altáró alkotja. A barlang üregeit sok cseppkő díszíti. A cseppkövek kiváló szépségűek és teljesen érintetlenek. Az egyes sztalaktitok, sztalagmitok, cseppkőoszlopok és cseppkőbekérgezések olyan szépek, olyan pompás színűek, hogy a látogatót bámulatba ejtik.

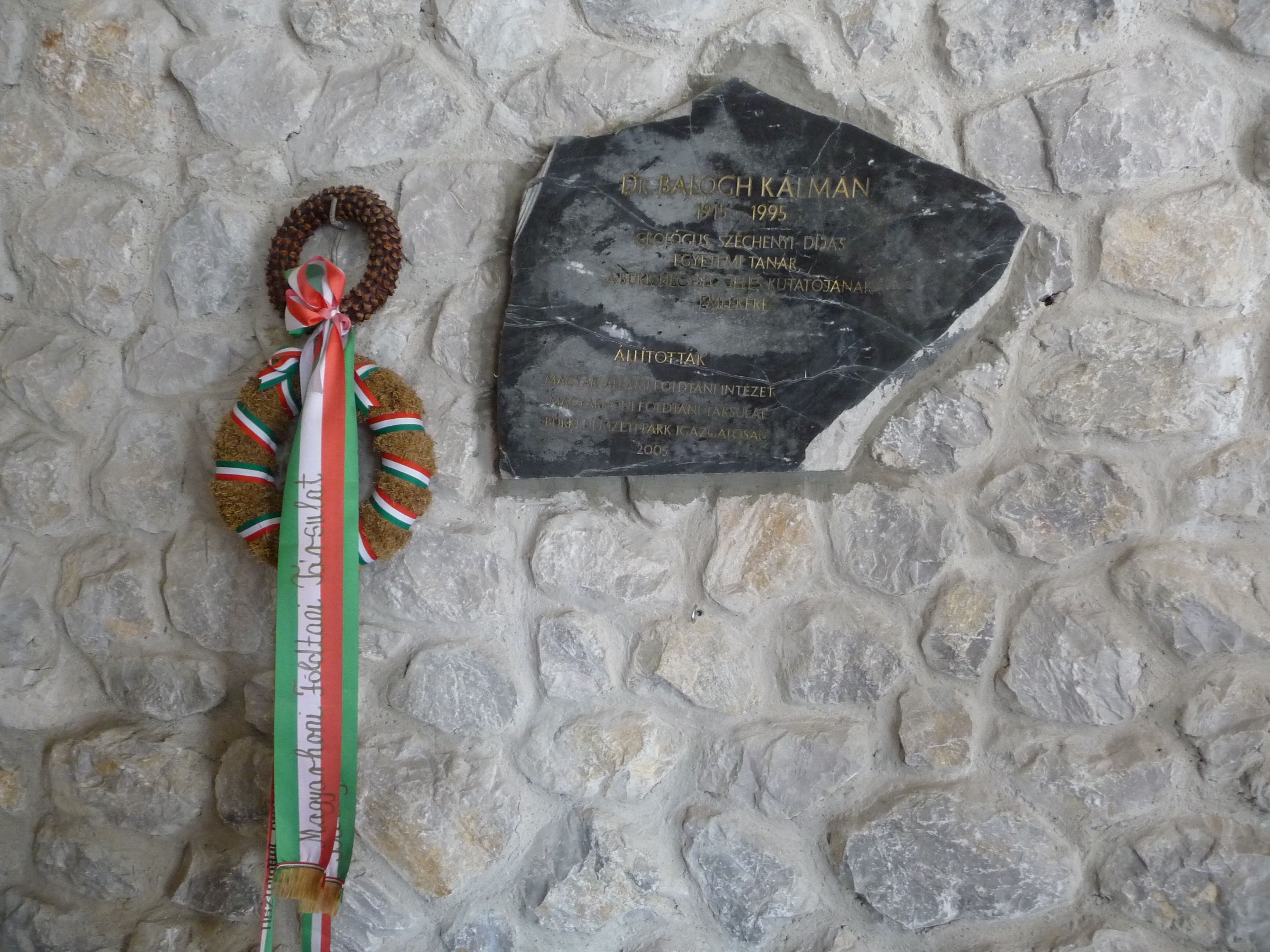
A Szent István-barlang bejáratánál látható Balogh Kálmán emléktábla

A barlang járatai rendbe vannak téve, lépcsők és korlátok sok helyen vannak benne. Be van vezetve a villanyvilágítás a barlangba, ezért a Szent István-barlang Magyarország idegenforgalmi szempontból legjobban kiépített, látványos cseppkőbarlangja. Az 52 m hosszú altárón keresztül az Endre király csarnoka nevű részbe lehet jutni. Innen a Lépcsős-folyosó után a Béla király-hasadék következik. Itt van egy szép képződmény, az Orgona. A Szent Imre-kápolnában van a Kárpit és az Oltár. A Gizella királynő-csarnok a barlang legnagyobb ürege, ahol megfigyelhető az Óriás-vízesés és a Kövesült vízfolyás. A Bástyáról az Oszlopos terembe lehet menni, amely a barlang cseppkövekben leggazdagabb része. Vazul herceg terme a Szalonnás kamrával. Hősök terme a hősök szobrával. A következő részeket a közönség jelenleg még nem látogathatja: Alagút, Levente herceg-terem, Dugóhúzó, Szent László-csarnok, Ablakos fülke, Cseppkőfolyosó, Vízakna a Tengerszemmel, amely 15 m mély. Az ismertetés 5 publikáció alapján lett írva.
Az 1938. évi Természettudományi Közlönyben szó van arról, hogy Európa leghosszabb négy barlangjától sokkal rövidebb pl. a Szent István-barlang (Lillafüred). Az 1941-ben publikált Magyar turista lexikonban külön szócikke van a barlangnak. A kiadványban az van írva, hogy a Bükk hegységben helyezkedik el a szép Szent István barlang, amely egy cseppkőbarlang. Lillafüreden található a 300 m hosszú barlang. A barlangot először 1913-ban kutatták. 1931-ben rendbehozták és a közönségnek megtekinthetővé tették. Az 1941. évi Barlangvilágban kiadott, Kadić Ottokár által írt összefoglaló szerint a Baradla-barlang idegenforgalmi kiépítése sokat haladt és ugyanez mondható el a két lillafüredi barlangról is.

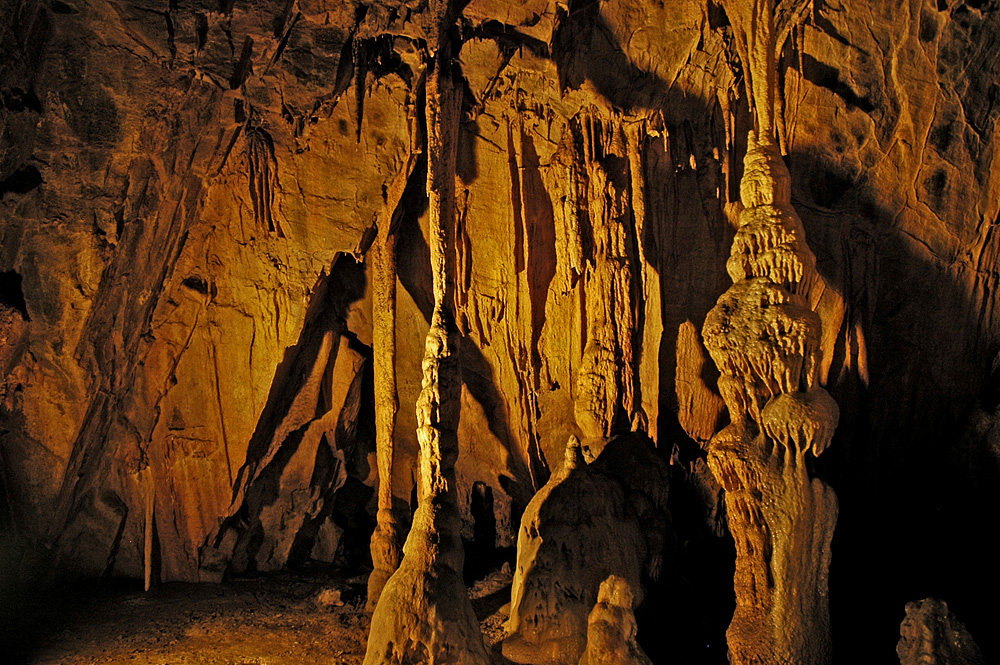
A Szent István-barlang egyik része

Az 1942. március 6-i Országjárásban meg lett említve, hogy Lillafüreden található, cseppköves és a Bükk hegység egyik nagy hírű nevezetes barlangja. A Baradla-barlang, az Anna-barlang és a Szent István-barlang a cseppköves barlangtípus legérdekesebb fajtái. Ebben a három barlangban az érintetlen, gondosan őrzött cseppkövek szivárvány színeiben pompázó sorozatai lógnak a magas barlangtermek sötétségbe vesző boltozatairól és a mindig nedves falakról. A három barlangban villanyvilágítás van, amelynek a segítségével színes lámpák és nagy erejű fényszórók alkalmazásával nemcsak nagyszerű színhatásokat és fényhatásokat lehet elérni, hanem láthatóvá válik a titokzatos magasságokba vesző barlangtermek boltozata is.
Az 1942. április 30-i Magyar Turista Élet című folyóiratban olvasható, hogy a BETE Barlangkutató Szakosztályának páratlanul lelkes és fáradhatatlan turista-barlangkutató gárdájával szoros összefüggésben van a Szent István-barlang feltárása. Az 1942. évi Barlangvilág 1–2. füzetében lévő, Mottl Mária által írt közleményben szó van arról, hogy a Magyar Barlangkutató Társulat 1942. március 19-i szakülésén Wagner János előadást tartott a magyarországi barlangok puhatestű faunájáról. Wagner János az előadáson tömören ismertette pl. a Szent István-barlang puhatestű faunájának feldolgozását. Az 1942. évi Barlangvilág 3–4. füzetében meg van ismételve az 1942. évi Barlangvilág 1–2. füzetében található, Mottl Mária által írt közlemény.
Az 1961. évi Karszt- és Barlangkutató 1. félévi számában megjelent, Balázs Dénes által írt áttekintésben az olvasható, hogy a Borsod Megyei Tanács Idegenforgalmi Hivatala által kezelt, lillafüredi István-barlang és Anna-barlang látogatási statisztikája csak 1954 óta áll rendelkezésünkre. A két szerencsés fekvésű barlang látogatószáma megduplázódott az elmúlt években. A két barlangot 1954-ben 54 188 fő, 1955-ben 57 203 fő, 1956-ban 51 885 fő, 1957-ben 51 223 fő, 1958-ban 61 712 fő, 1959-ben 80 251 fő, 1960-ban pedig 98 821 fő nézte meg. A Szent István-barlangot 1960-ban 51 226 fő látogatta meg.

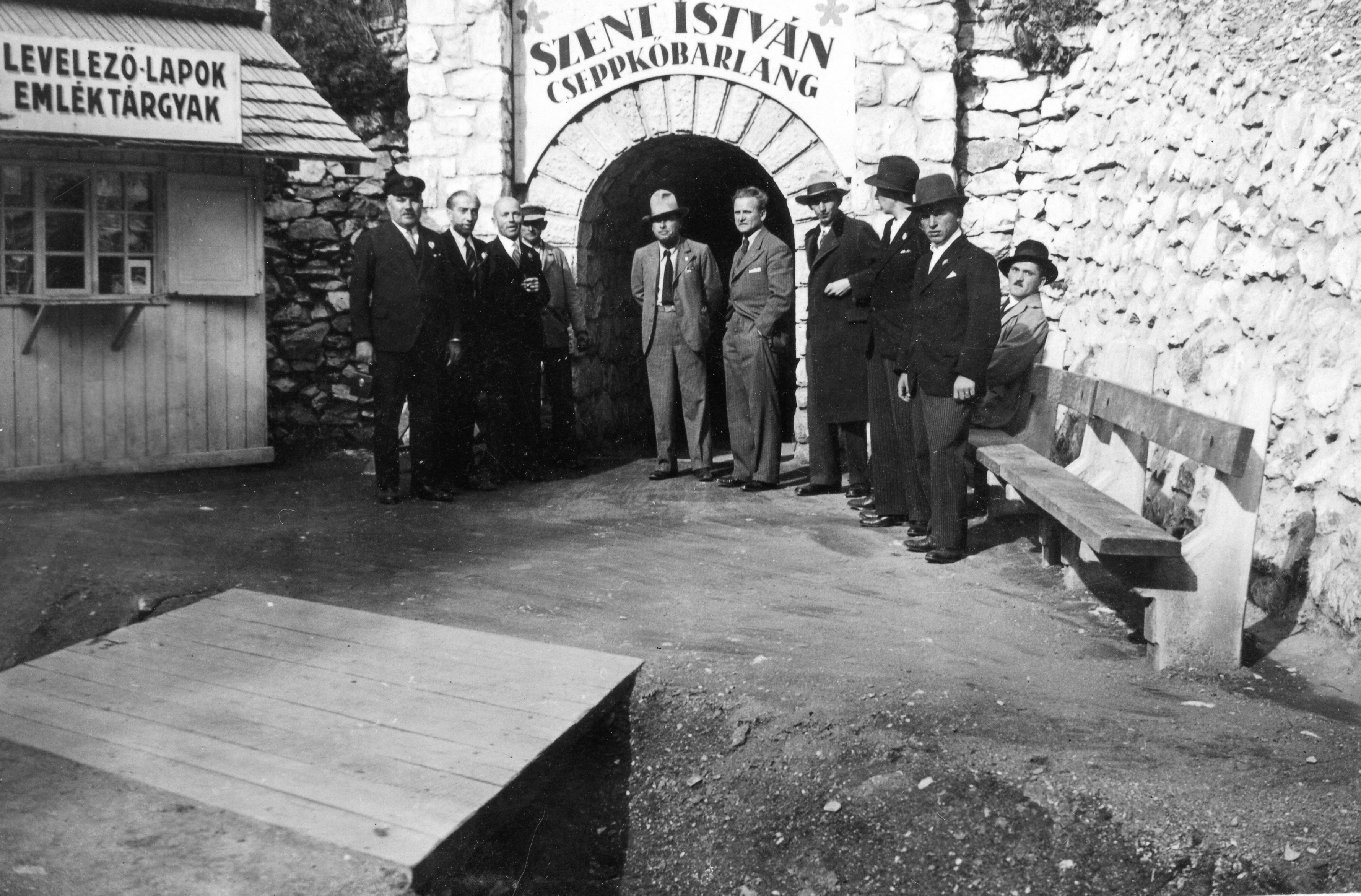
A Szent István-barlang bejárata 1932-ben

1976-ban vált országos jelentőségű barlanggá az 5300-as (Bükk) barlangkataszteri területen lévő, miskolci István-barlang. Az 1976-ban megjelent, Bertalan Károly és Schőnviszky László által összeállított Magyar barlangtani bibliográfia barlangnévmutatójában szerepel a Bükk hegységben, Lillafüreden lévő barlang Szent István-barlang néven. A barlangnévmutatóban fel van sorolva 63 irodalmi mű, amelyek foglalkoznak a barlanggal. Az 1976-ban befejezett, Magyarország barlangleltára című kéziratban az olvasható, hogy a miskolci Lillafüreden lévő István-barlang további nevei Kutya-barlang és Szent István barlang. Műút közvetlen közelében, 318,2 m tszf. magasságban mesterséges táróval nyílik. A vízszintes, cseppköves barlang 55 m mély és kb. 350 m hosszú. Idegenforgalomra be van rendezve. Többfajta tudományos kutatás történt benne. A kézirat barlangra vonatkozó része 2 irodalmi mű alapján lett írva.
Az 1977. évi Karszt és Barlangban megjelent, Bajomi Dániel által írt tanulmány szerint az István-barlangban 12 ugróvillás rovarfaj él, pl. az Arrhopalites bifidus. Előfordul a barlangban Duvalites gebhardti (vakfutrinka). A tanulmányban van egy Magyarország térkép, amelyen a Magyarországon lévő, biológiailag kutatott barlangok földrajzi elhelyezkedése figyelhető meg. A térképen látható a biológiailag részlegesen feldolgozott István-barlang földrajzi elhelyezkedése. 23 állatfaj lett meghatározva a barlangból. A folyóirat 1977. évi különszámába bekerült a tanulmány angol nyelvű változata. Ebben a tanulmányban is közölve lett a térkép, amelyen István a barlang neve.

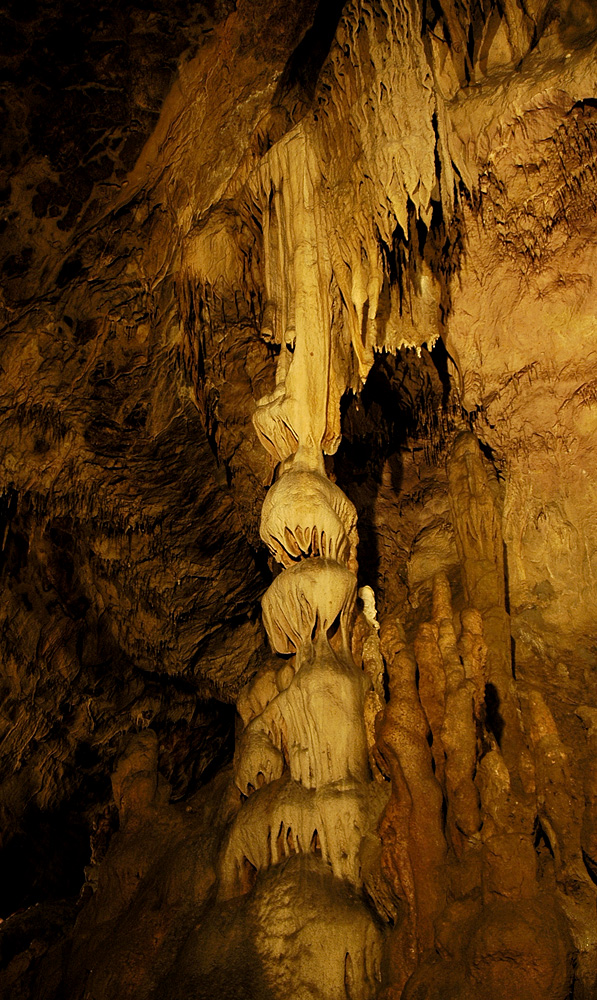
Cseppkőoszlop a Szent István-barlangban

Az 1976-ban összeállított, országos jelentőségű barlangok listájában lévő barlangnevek pontosítása után, 1977. május 30-án összeállított, országos jelentőségű barlangok listáján rajta van a Bükk hegységben, Miskolc-Lillafüreden található barlang István-barlang néven. Az 1977. évi Karszt és Barlang angol nyelvű különszámában megjelent, The longest and deepest caves of Hungary (December 31, 1975) című közleményből megtudható, hogy a Bükk hegységben fekvő, 350 m hosszú, 55 m mély István Cave 1975. december 31-én Magyarország 35. leghosszabb és 38. legmélyebb barlangja. A 34. leghosszabb barlang (Kő-lyuk), a 36. leghosszabb barlang (Legény-barlang) és a 37. leghosszabb barlang (Sátorkőpusztai-barlang) szintén 350 m hosszú. A 39. legmélyebb barlang (Kis-nyelő) szintén 55 m mély.
Az 1977. december 31-i állapot szerint (MKBT Meghívó 1978. május) a Bükk hegységben lévő, kb. 55 m mély és kb. 350 m hosszú István-barlang az ország 43. legmélyebb és 37. leghosszabb barlangja. Az 1977. évi Karszt és Barlangban megjelent összeállítás alapján, 1977. december 31-én Magyarország 40. leghosszabb barlangja a Bükk hegységben elhelyezkedő, 1977. december 31-én, 1976-ban és 1975-ben kb. 350 m hosszú István-barlang. A 39. leghosszabb barlang (Kő-lyuk), a 41. leghosszabb barlang (Legény-barlang) és a 42. leghosszabb barlang (Sátorkőpusztai-barlang) szintén kb. 350 m hosszú. Az összeállítás szerint, 1977. december 31-én Magyarország 45. legmélyebb barlangja a Bükk hegységben elhelyezkedő, 1977. december 31-én, 1976-ban és 1975-ben kb. 55 m mély István-barlang. Ez az összeállítás naprakészebb az 1978. májusi MKBT Meghívóban publikált listánál.
Az 1979-ben napvilágot látott, Barlangok a Bükkben című könyvben szó van arról, hogy a Bükk hegység sok barlangja közül az István-barlang, a Miskolctapolcai-tavasbarlang és az Anna-barlang áll az érdeklődők rendelkezésére. Az István-barlang (István cseppkőbarlang a tábla felirata szerint) mesterséges bejárata a Lillafüred–Eger műút mellett, a Szent István-hegy oldalában, a lillafüredi Palota-szállótól DNy-ra 500 m-re található. A barlang eredeti forrásszája a bejárat felett elhelyezkedő Kutya-lyuk, amelyen át fel lett fedezve a barlang. 1913-ban Kadić Ottokár mérte fel a barlangot (mely az első teremig volt akkor ismert), majd ismertette azt 1914-ben.
A lillafüredi idegenforgalom fejlesztésének idején sikerült új barlangrészek felfedezése után kiépíttetni a barlangot. Az 1931-ben történt megnyitáshoz a műút szintjéről 55 m hosszú mesterséges tárót hajtottak a barlanghoz, majd bevezették a barlangba a villanyvilágítást. Elromlottak a villanyvilágítás berendezései a világháborúban. 1953-ban kitakarították a barlangot a Magyar Hidrológiai Társaság zsombolykutatói, ellátták ideiglenes villanyvilágítással és idegenvezetést végeztek benne társadalmi munkában. 1955-ben készült el a teljes felújítás és azóta egyre korszerűbb, szakaszos működésű, nagy fényerejű reflektorok fényében lehet a barlang szépségeiben gyönyörködni. Triász mészkőben keletkezett a barlang. Az alulról feltörő karsztvizek (Pokol, Vasas-akna) hozták létre üregét. A törmelékre és az üregek falára lerakódott dús cseppkőképződményeket (függőcseppköveket, állócseppköveket, cseppkőzászlókat, cseppkőoszlopokat, cseppkőlefolyásokat) a felülről szivárgó vízből kiváló kalciumkarbonát alakította ki.
A bejárati táróban a kiépítéskor feltárt üregeket, majd a természetes bejáratot, a Kutya-lyukat lehet megfigyelni. Ezután következik az első nagy terem. Jobbra agyagos lejtő van néhány kis cseppkővel, és dús páfrány-moha-algavegetációval (lámpaflóra) a reflektorokkal legjobban megvilágított helyen. Ennek oka az elegendő víz, az egyenletes hőmérséklet, a megfelelő táptalaj és a napi néhány órás, nagyon intenzív megvilágítás. Egy betonlap van a törmeléklejtő előtt, a betonlap alatt pedig a Vasas-akna, amely a barlang alsóbb, csak barlangkutatóknak járható részébe vezet. Attól kissé balra, a víz eróziós munkáját szemléltető képződmény, a Mammutfogsor látható.

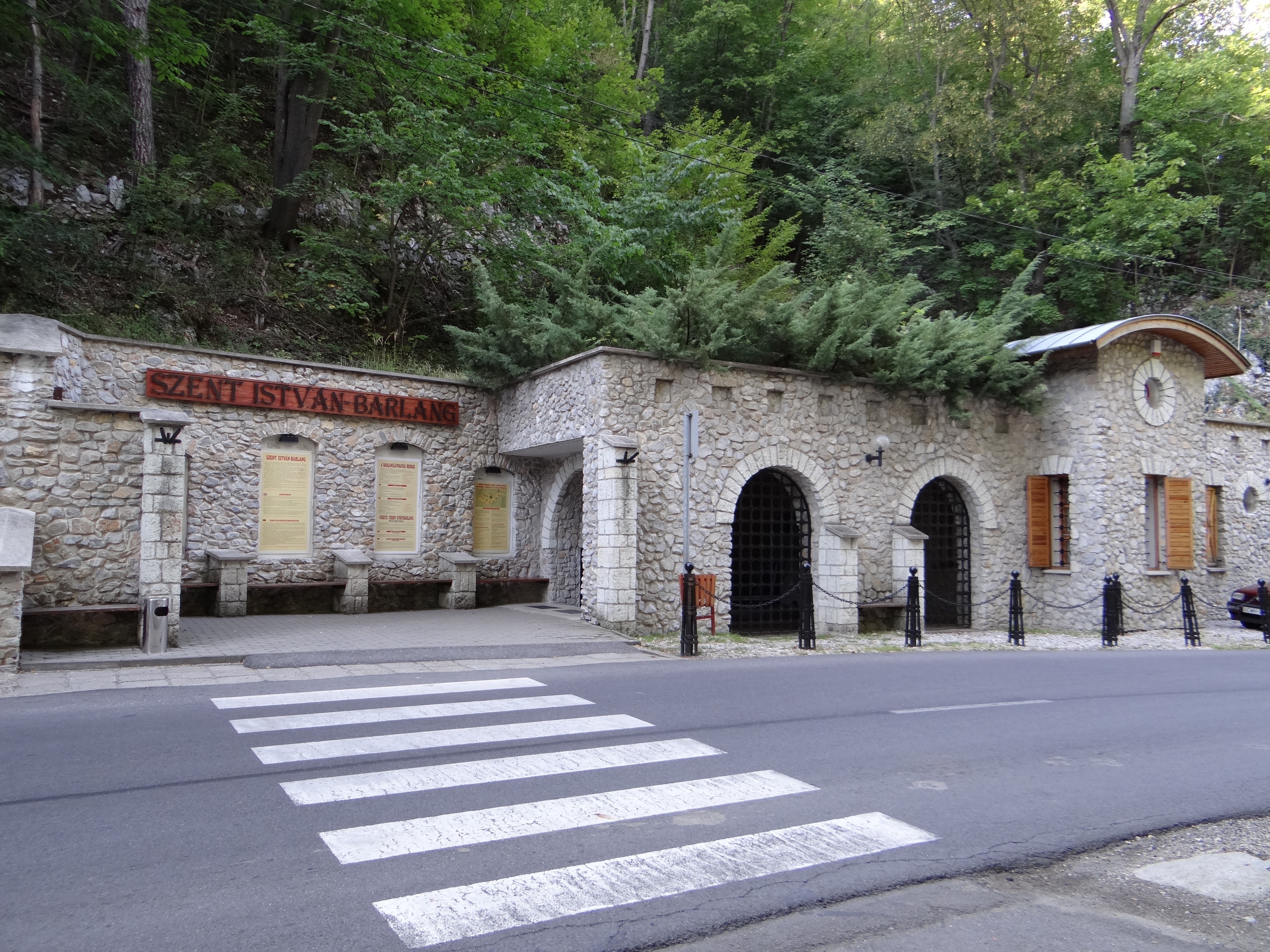
A Szent István-barlang bejárata 2013-ban

Balra az 1927. évi felfedezések után készített, mesterséges táró következik. A táróból jobbra a cseppkövekben nagyon gazdag, 30 m magas Tordai hasadék folyosójába lehet felmenni. Kalciumkarbonáttal cementált porfirit és mészkőtörmelék képezi a terem mennyezetét. Az előző folyosóba visszatérve, balra pillantható meg a hatalmas Kupolacsarnok. Bal oldalon a törmeléken van a Meseország és annak bárki által elnevezhető figurái. A terem közepére érkezve szemben helyezkedik el a Megfagyott vízesés, mely pompájában vetekszik a Baradla hasonlóan nagy termeinek szépségével. Nagy kár, hogy már itt is érezteti hatását a lámpaflóra.
Továbbmenve, a Kilátóból lehet a teremre és annak cseppköveire, szinlőire lenézni. Az út következő állomása az Oszlopok csarnoka, amely cseppkőoszlopai miatt kapta a nevét. Egy kis tó vehető észre balra (nem tud továbbszivárogni a víz az agyagon keresztül), melybe pénzt szoktak dobálni. Itt vigyázni kell, hogy ne lépjen bele a látogató véletlenül a kristálytiszta vízbe. Rögtön a Színház-terembe lehet jutni az oszlopok közül, ahonnan jobbra a barlangkutatóknak járható Vizes-ág, balra pedig a Bányatáró után a Fekete-terem helyezkedik el. Ez utóbbi törmelékes, hatalmas és kevés benne a cseppkő.
Végén kis folyosóból a Pokol nevű nagy méretű, 45 m-nél nagyobb szifonhoz lehet jutni. Csak a felszálló ága ismert ennek. Az átjutást eddig megakadályozta a víz az alján. Mivel az év legnagyobb részében tele van vízzel a Bányatáró, ezért csak a Színház-teremig tart a túra, ahonnan visszatérni az előző úton kell. Tucatnyi, néhány méteres üreg van a barlang feletti hegyoldalban. Az Anna-barlang története, annak idegenforgalmi számára történő kiépítésétől napjainkig a Szent István-barlang történetével majdnem azonos. A könyvhöz mellékelt, a Bükk hegység barlangokban leggazdagabb területét bemutató térképen látható az 1-es számmal jelölt Szent István-barlang földrajzi elhelyezkedése.

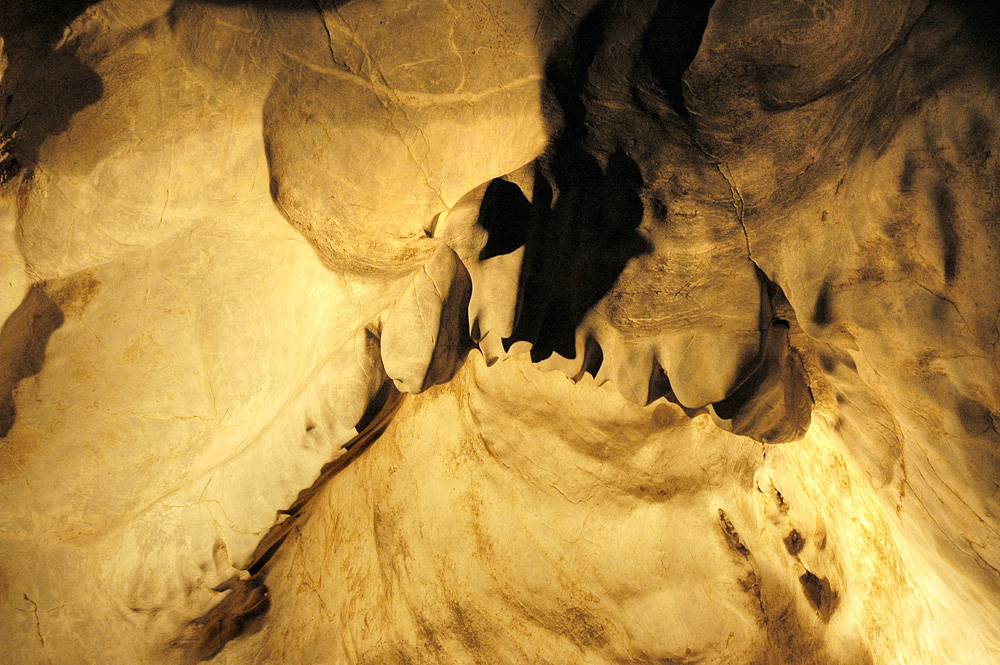
A Szent István-barlangban található, Mammutfogsor nevű képződmény

Az 1980. évi Karszt és Barlang 1. félévi számában publikálva lett, hogy a kiemelt jelentőségű István-barlang az 5300-as barlangkataszteri területen (Bükk hegység) helyezkedik el. A barlangnak 5372/1. a barlangkataszteri száma. Az MKBT Dokumentációs Bizottsága a helyszínen el fogja helyezni, a többi kiemelt jelentőségű barlanghoz hasonlóan, a barlang fémlapba ütött barlangkataszteri számát. A barlangkataszteri szám beütéséhez alapul szolgáló fémlap ugyanolyan lesz mint a többi kiemelt jelentőségű barlang fémlapja. 1982. július 1-től az Országos Környezet- és Természetvédelmi Hivatal elnökének 1/1982. (III. 15.) OKTH számú rendelkezése (1. §. és 3. §., illetve 5. sz. melléklet) értelmében a Bükk hegységben lévő István-barlang fokozottan védett barlang. Az 1982. szeptember–októberi MKBT Műsorfüzetben meg van említve, hogy a Bükk hegységben található István-barlang fokozottan védett barlang. A felsorolásban a barlangnevek az MKBT által jóváhagyott és használt helyesírás szerint, javított formában lettek közölve.
Az 1984-ben napvilágot látott, Magyarország barlangjai című könyvben részletes leírás található a barlangról. A könyvben van egy Magyarország térkép, amelyen a Magyarországon lévő, biológiailag kutatott barlangok földrajzi elhelyezkedése figyelhető meg. A térképen látható a biológiailag részlegesen feldolgozott István-barlang földrajzi elhelyezkedése. A kiadvány országos barlanglistájában szerepel a Bükk hegységben lévő barlang István-barlang néven Kutya-barlang és Szent István barlang névváltozatokkal. A listához kapcsolódóan látható az Aggteleki-karszt és a Bükk hegység barlangjainak földrajzi elhelyezkedését bemutató 1:500 000-es méretarányú térképen a barlang földrajzi elhelyezkedése. A könyv egyik fényképmellékletében van egy fénykép, amelyen a barlang van bemutatva.

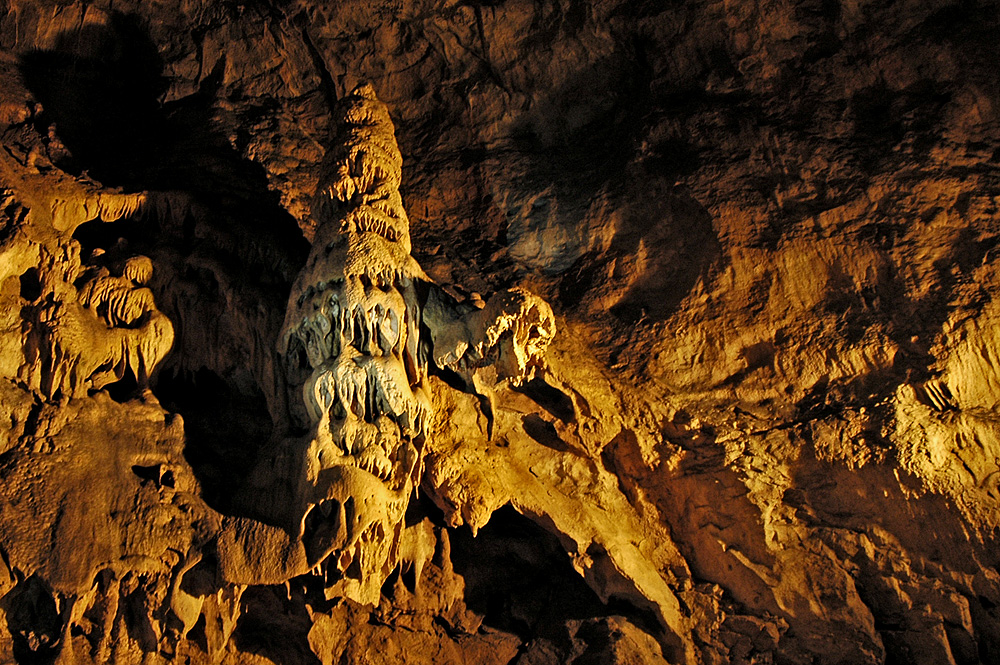
A Szent István-barlangban lévő egyik sztalagmit

Az 1986. évi Karszt és Barlangban megjelent bibliográfia regionális bibliográfia részében szerepel a barlang István-barlang néven. Az összeállítás szerint a Karszt és Barlangban publikált írások közül 1 foglalkozik a barlanggal. Az 1987. december 31-i állapot alapján Magyarország 28. leghosszabb barlangja az 5372/1 barlangkataszteri számú, 711 m hosszú István-barlang. Az összeállítás szerint az 1977. évi Karszt és Barlangban közölt hosszúsági listában a barlang kb. 350 m hosszú. Az 1987. december 31-i állapot alapján nincs Magyarország legnagyobb függőleges kiterjedésű barlangjai között az István-barlang, mert az új felmérés szerint nem éri el az 50 m-es mélységet. Az összeállítás szerint az 1977. évi Karszt és Barlangban közölt mélységi listában a barlang kb. 55 m mély.
Az 1989. évi Karszt és Barlangban lévő, Magyarország barlangjai című összeállításban szó van arról, hogy a Nagy-fennsík É-i részén végighúzódó, középső triász (anisusi) mészkősáv K-i részében valószínűleg előforduló, nagy összefüggő barlangrendszernek napjainkban még csak különálló tagjai ismertek. A barlangrendszer legalsó tagja a Szinva völgyében, az országút mellett nyíló István-barlang. A 700 m hosszú kis barlang legtöbb járata már inaktív. Kedvelt turistacélpont idegenforgalom számára kiépített szakasza. A publikációban lévő 3. ábrán (Bükk hegység térkép) be van mutatva a barlang földrajzi elhelyezkedése. A folyóirat 1989. évi különszámában napvilágot látott ennek az utóbbi tanulmánynak az angol nyelvű változata (The caves of Hungary). Ebben a tanulmányban István Cave a barlang neve. Az angol nyelvű tanulmányhoz mellékelve megjelent egy olyan lista, amelyben Magyarország leghosszabb barlangjai vannak felsorolva. A felsorolás szerint a Bükk hegységben fekvő, 711 m hosszú Szent István-barlang (István Cave) 1988-ban Magyarország 28. leghosszabb barlangja. (1977-ben a barlang 350 m hosszú volt.)

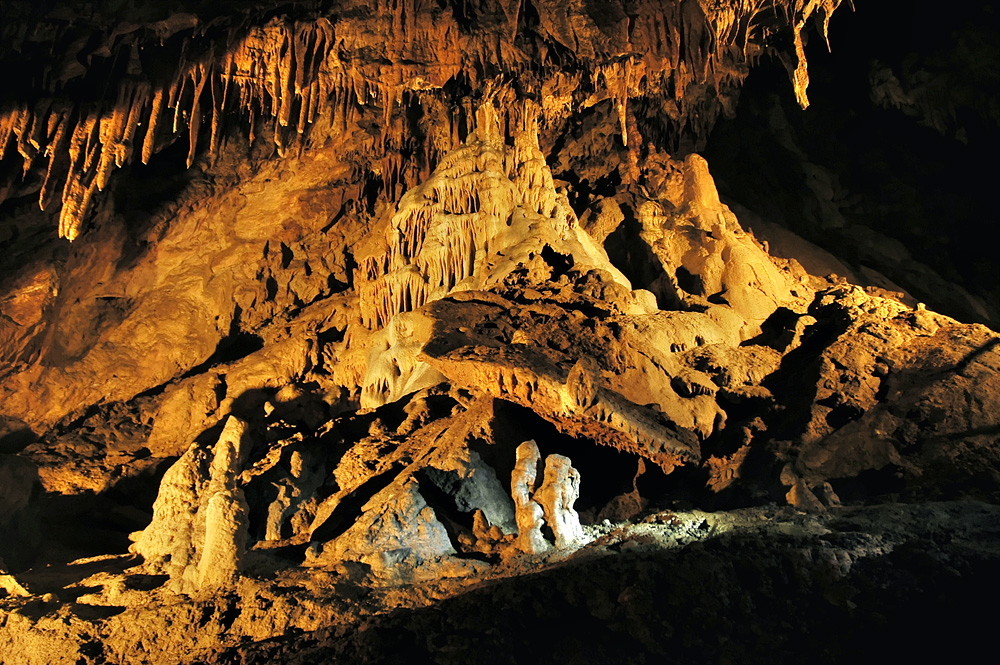
Részlet a Szent István-barlangból

1990-ben a Marcel Loubens Barlangkutató Egyesületnek volt kutatási engedélye a barlang kutatásához. 1998. május 14-től a környezetvédelmi és területfejlesztési miniszter 13/1998. (V. 6.) KTM rendelete szerint a Bükki Nemzeti Park Igazgatóság illetékességi területén, a Bükk hegységben található Szent István-barlang látogatók számára nem megnyitott szakaszai az igazgatóság engedélyével látogathatók. 2001. május 17-től a környezetvédelmi miniszter 13/2001. (V. 9.) KöM rendeletének értelmében a Bükk hegység területén lévő Szent István-barlang fokozottan védett barlang. Egyidejűleg a fokozottan védett barlangok körének megállapításáról szóló 1/1982. (III. 15.) OKTH rendelkezés hatályát veszti.
A 2003-ban kiadott, Magyarország fokozottan védett barlangjai című könyvben található, Egri Csaba és Nyerges Attila által készített hosszúsági lista szerint a Bükk hegységben lévő és 5372-1 barlangkataszteri számú Szent István-barlang Magyarország 34. leghosszabb barlangja 2002-ben. A 2002-ben 711 m hosszú barlang 1977-ben kb. 350 m és 1987-ben 711 m hosszú volt. 2005. szeptember 1-től a környezetvédelmi és vízügyi miniszter 22/2005. (VIII. 31.) KvVM rendelete szerint a Bükki Nemzeti Park Igazgatóság működési területén, a Bükk hegységben található Szent István-barlang látogatók számára nem megnyitott szakaszai a felügyelőség engedélyével látogathatók. 2005. szeptember 1-től a környezetvédelmi és vízügyi miniszter 23/2005. (VIII. 31.) KvVM rendelete szerint a Bükk hegységben lévő Szent István-barlang fokozottan védett barlang.

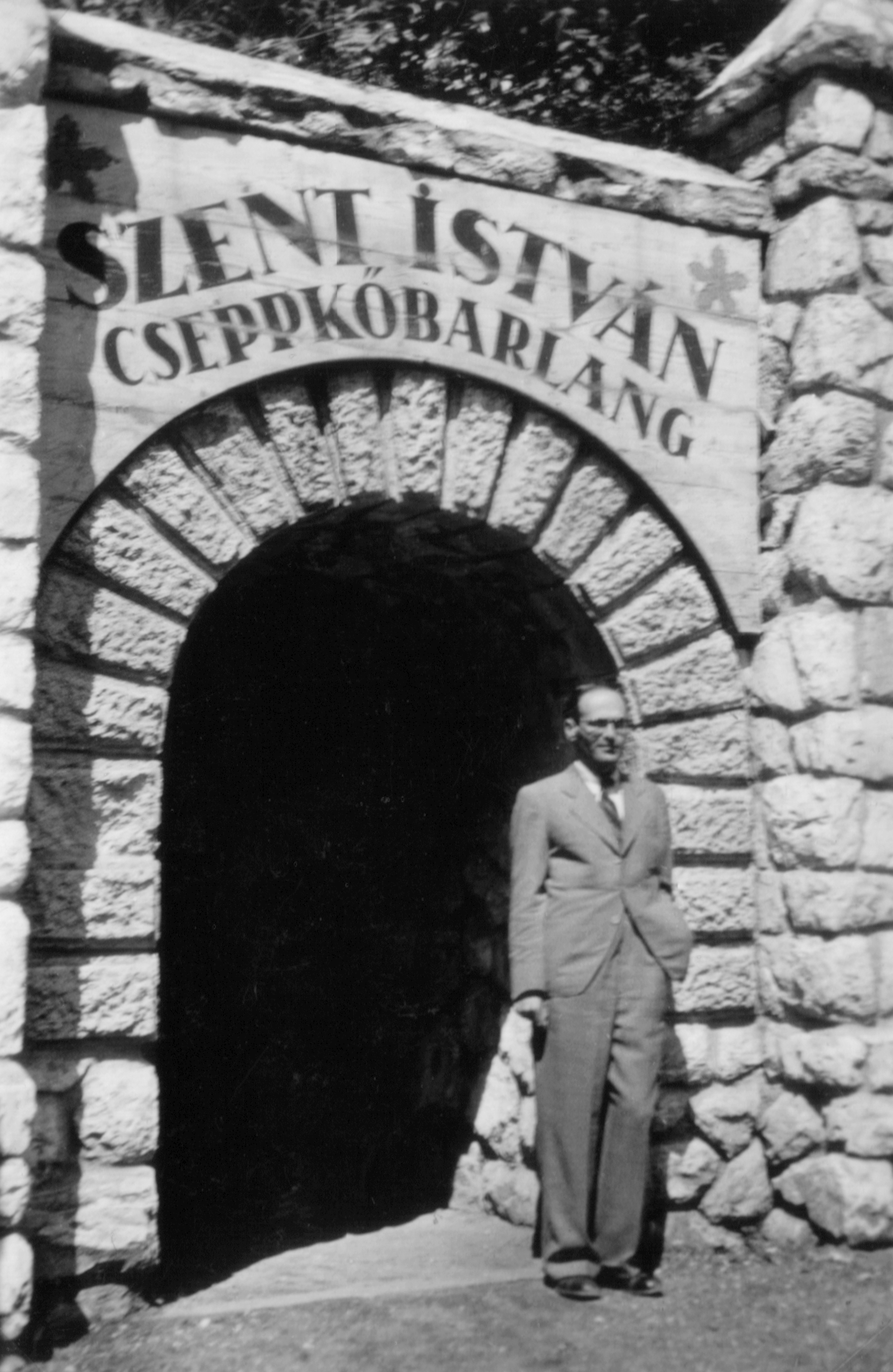
A Szent István-barlang bejárata 1935-ben

A 2005-ben megjelent, Magyar hegyisport és turista enciklopédia című kiadványban önálló szócikke van a barlangnak. A szócikk szerint a Szent István-barlang 1991-ben gyógybarlanggá nyilvánított, a tömegturizmus számára megnyitott és fokozottan védett természeti érték. Lillafüreden, a Szinva völgyében, az Eger felé vezető műút mellett, 331 m tszf. magasságban van a bejárata. A Létrás-tető–István-lápa alatt elhelyezkedő nagy rendszer utolsó tagja. 711 m hosszú a triász mészkőben keletkezett, időszakosan aktív forrásbarlang. Kisebb oldaljáratok és emeleti szakaszok kapcsolódnak cseppkődíszes főágához. Állandó vízfolyás gátolja mélypontján további részek feltárását. Első bejárója Kadić Ottokár volt, aki 1913-ban járt benne. Kadić Ottokár a hegyoldalban nyíló, Kutya-lyuknak nevezett aknán át jutott le. 1927-ben Révay Ferenc által irányítva új részeket tártak fel bontással. Megtekintésének megkönnyítése miatt az út szintjéről tárót hajtottak, és kiépítették a járatokat. 1931-től látogatható. 2001-ben készült el új, bejárati épülete. Légúti betegségben szenvedő gyerekek rendszeres gyógykezelése folyik a Fekete-teremben.
Magyarország egyik gyógybarlangja a Szent István-barlang (1991). Kadić Ottokár szócikkében meg van említve, hogy Kadić Ottokár elsőként írta le a Szent István-barlangot, amelynek kiépítésében szakértőként tevékenykedett. Révay Ferenc szócikkében szó van arról, hogy Révay Ferenc a Szent István-barlang feltárója. 1927-ben a barlang addig ismert végpontjáról kiindulva 8 munkásával feltárta a barlang főágát. Elkészítette a barlang térképét, kitűzte a jelenlegi bejárást biztosító táró helyét. Tervei alapján és személyes irányítása mellett épült ki a barlang, amely a nagyközönségnek 1931-ben nyílt meg. Szenthe István szócikkében meg van említve, hogy Szenthe István 2004-ben részt vett a Szent István-barlang kürtőinek felmérésében.
2007. március 8-tól a környezetvédelmi és vízügyi miniszter 3/2007. (I. 22.) KvVM rendelete szerint a Bükki Nemzeti Park Igazgatóság működési területén lévő Bükk hegységben elhelyezkedő Szent István-barlang látogatók számára nem megnyitott szakaszai az igazgatóság engedélyével tekinthetők meg. 2013. július 19-től a vidékfejlesztési miniszter 58/2013. (VII. 11.) VM rendelete szerint a Szent István-barlang (Bükk hegység, Bükki Nemzeti Park Igazgatóság működési területe) idegenforgalom számára nem megnyitott szakaszai az igazgatóság hozzájárulásával látogathatók. A 2012–2014. évi Karszt és Barlangban közölve lett, hogy az idegenforgalmi célra hasznosított Szent István-barlangot 2012-ben 24 600 fő, 2013-ban 28 313 fő, 2014-ben 18 453 fő látogatta meg.
2015. november 3-tól a földművelésügyi miniszter 66/2015. (X. 26.) FM rendelete szerint a Szent István-barlang (Bükk hegység) fokozottan védett barlang. A 2021. évi MKBT Tájékoztatóban publikált, Leél-Őssy Szabolcs által írt közleményben szó van arról, hogy Magyarországon cseppkövek szerény mértékben a dunántúli barlangokban is elő-előfordulnak, a Bükk hegységben (pl. a Szent István-barlangban) már sokkal több van belőlük, de cseppkövekben leggazdagabbak a Gömör–Tornai-karszt barlangjai. 2021. május 10-től az agrárminiszter 17/2021. (IV. 9.) AM rendelete szerint a Szent István-barlang (Bükk hegység, Bükki Nemzeti Park Igazgatóság működési területe) idegenforgalom számára nem megnyitott szakaszai az igazgatóság engedélyével látogathatók. A 13/1998. (V. 6.) KTM rendelet egyidejűleg hatályát veszti.

## Látogatási statisztika
A Szent István-barlang látogatóinak száma évenként (a *-gal jelölt években a Szent István-barlang és az Anna-barlang látogatóinak száma összeadva, közösen látható):
| év              | 1954*   | 1955*   | 1956*  | 1957*  | 1958*  | 1959*  | 1960   | 1961       | 1962   | 1963   | 1964   | 1965   | 1966*  | 1967*  | 1968*  | 1969   |
| látogatók száma | 54 188  | 57 203  | 51 885 | 51 223 | 61 712 | 80 251 | 51 226 | 47 062     | 44 288 | 49 405 | 49 374 | 48 086 | 85 986 | 85 823 | 90 579 | 67 000 |
| év              | 1970    | 1971    | 1972   | 1973   | 1974   | 1975   | 1976   | 1977       | 1978   | 1979   | 1980   | 1981   | 1982   | 1983   | 1984   | 1985   |
| látogatók száma | 54 500  | 62 177  | 49 738 | 66 840 | 61 871 | 75 373 | 78 627 | 85 299     | 85 804 | 91 985 | 92 260 | 85 898 | 76 686 | 85 743 | 89 926 | 95 877 |
| év              | 1986    | 1987    | 1988   | 1989   | 1990   | 1991   | 1992   | 1993       | 1994   | 1995   | 1996   | 1997   | 1998   | 1999   | 2000   | 2001   |
| látogatók száma | 104 598 | 122 359 | 94 881 | 60 813 | 60 974 | 71 789 | 70 742 | nincs adat | 66 894 | 60 342 | 51 970 | 64 322 | 64 062 | 62 255 | zárva  | 46 894 |
| év              | 2002    | 2003    | 2004   | 2005   | 2006   | 2007   | 2008   | 2009       | 2010   | 2011   | 2012   | 2013   | 2014   | 2015   | 2016   | 2017   |
| látogatók száma | 53 218  | 47 693  | 44 955 | 40 550 | 39 851 | 42 610 | 39 580 | 25 049     | 21 000 | 27 805 | 24 600 | 28 313 | 18 453 | 37 023 | 39 468 | 42 765 |
| év              | 2018    | 2019    | 2020   | 2021   | 2022   | 2023   | 2024   | 2025       | 2026   | 2027   | 2028   | 2029   | 2030   | 2031   | 2032   | 2033   |
| látogatók száma | 55 152  |         |        |        |        |        |        |            |        |        |        |        |        |        |        |        |

## További irodalom
- Neidenbach Ákos – Pusztay Sándor: Magyar hegyisport és turista enciklopédia. Budapest, 2005. 214., 414., 414–415. old. ISBN 9639353396
- Sebős Károly: A lillafüredi Szent István-cseppkőbarlang. Turistaság és Alpinizmus, 1931. szeptember. (21. évf. 9. sz.) 230–232. old.
- Székely Kinga: Fokozottan védett barlangok. In: Baráz Csaba szerk.: A Bükki Nemzeti Park. Hegyek, erdők, emberek. Eger, 2002. 190. old.